# Kościół Matki Boskiej Bolesnej w Mierzynie
Kościół Matki Boskiej Bolesnej w Mierzynie – średniowieczna budowla z cennym wyposażeniem, położona w centrum podszczecińskiej wsi Mierzyn w powiecie polickim.

## Historia
Kościół powstał w XIII w., wkrótce po lokacji wsi. Kościół jest orientowany, zbudowany z regularnie ułożonych kwadr granitowych łączonych zaprawą wapienną, w okresie przejściowym pomiędzy stylem romańskim i gotyckim. W 1637 pożar poważnie uszkodził świątynię wraz z oryginalną drewnianą wieżą. Odbudowa zakończyła się w 1644, obecna wieża jest drewniana z kopulastym hełmem z latarenką. Kościół był remontowany w XIX w. oraz po II wojnie światowej w roku 1958 i 1995. W 1992 rozpoczęto renowację ołtarza i ambony. Z okresu powojennego pochodzi także znajdująca się po południowej stronie kościoła zakrystia.

## Architektura
Kościół zbudowany jest na planie prostokąta, bez wydzielonego prezbiterium. 
Wieża jest minimalnie szersza od korpusu nawowego, w dolnej części kamienna, w górnej drewniana, zwieńczona wysmukłym hełmem zakończonym kulą i krzyżem. 
Okna nawy, zróżnicowane szerokością i wysokością, noszą ślady przebudowań: dwa okna są w stylu romańskim, a trzy – gotyckim. Szczyt wschodni kościoła udekorowany jest blendą w kształcie krzyża z czterema dodatkowymi blendami znajdującymi się pod jego ramionami (podobna dekoracja znajduje się na kościele w Wołczkowie).

## Wyposażenie
Ołtarz główny pochodzi z początku XVIII w. i wykonany został w stylu barokowym. W predelli zachował się, malowany na desce, obraz Ostatniej Wieczerzy. W retabulum (nastawa ołtarzowa) znajduje się obecnie współczesny obraz Matki Boskiej Bolesnej – przed wojną był tu obraz przedstawiający Ukrzyżowanie Chrystusa. W zwieńczeniu przedstawiona została scena Zesłania Ducha Świętego. Przed II wojną światową wygląd ołtarza był nieco inny niż obecnie – znajdowały się na nim również trzy rzeźby, które obecnie są przy tabernakulum.
Ambona pochodzi również z początku XVIII w. Płyciny czaszy ambony wypełniają obrazy przedstawiające czterech Ewangelistów. Na zaplecku umieszczony został wizerunek Chrystusa. Baldachim ambony zdobią srebrno-złote elementy dekoracyjne w kształcie wachlarzy. Wygląd obrazów umieszczonych na ambonie wskazuje, że ich autorem był zręczny artysta ludowy. Współcześnie na ambonie zamontowano duży monitor ekranowy wykorzystywany do wyświetlania tekstów liturgicznych. 
Empora wykonana została pod koniec XIX w. w stylu neobarokowym wsparta na czterech słupach. Zdobią ją cztery obrazy o charakterze symbolicznym oraz ozdobna balustrada. Nie zachowały się pochodzące z 1908 r. dwunastogłosowe organy z firmy B. Grüneberga.
Dzwon zachowany do chwili obecnej został umieszczony na odbudowanej 48-metrowej wieży. Odlany został w 1644 roku przez Lorentza Kökeritza – twórcę dzwonu dla szczecińskiej katedry. Waży około 350 kg i ma średnicę 83 cm. Na wieży znajduje się jarzmo, jako pozostałość po starym dzwonie.
Od 2006 roku z głośnika bije dzwon elektroniczny.

Kościół Matki Boskiej Bolesnej w Mierzynie
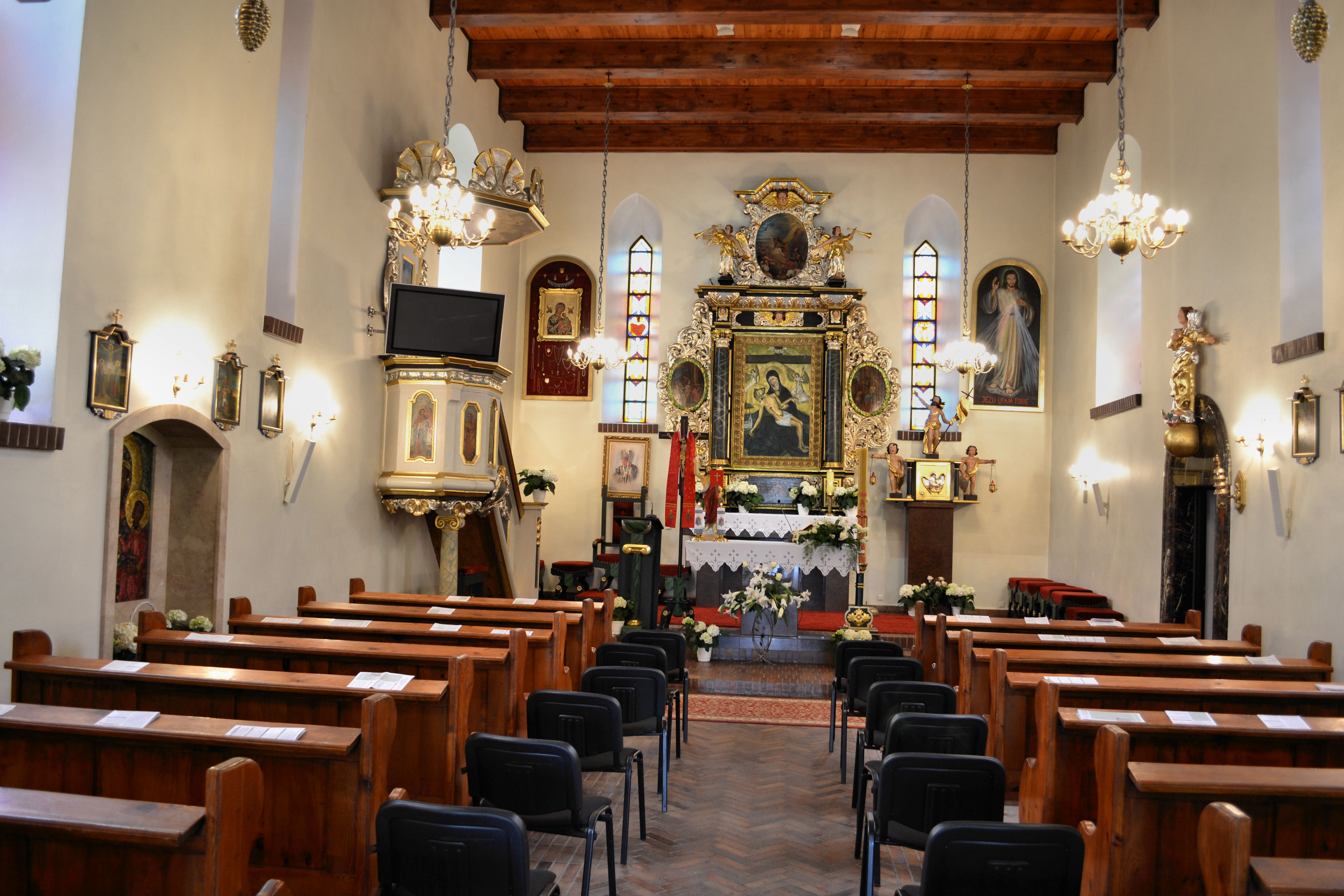
Wnętrze
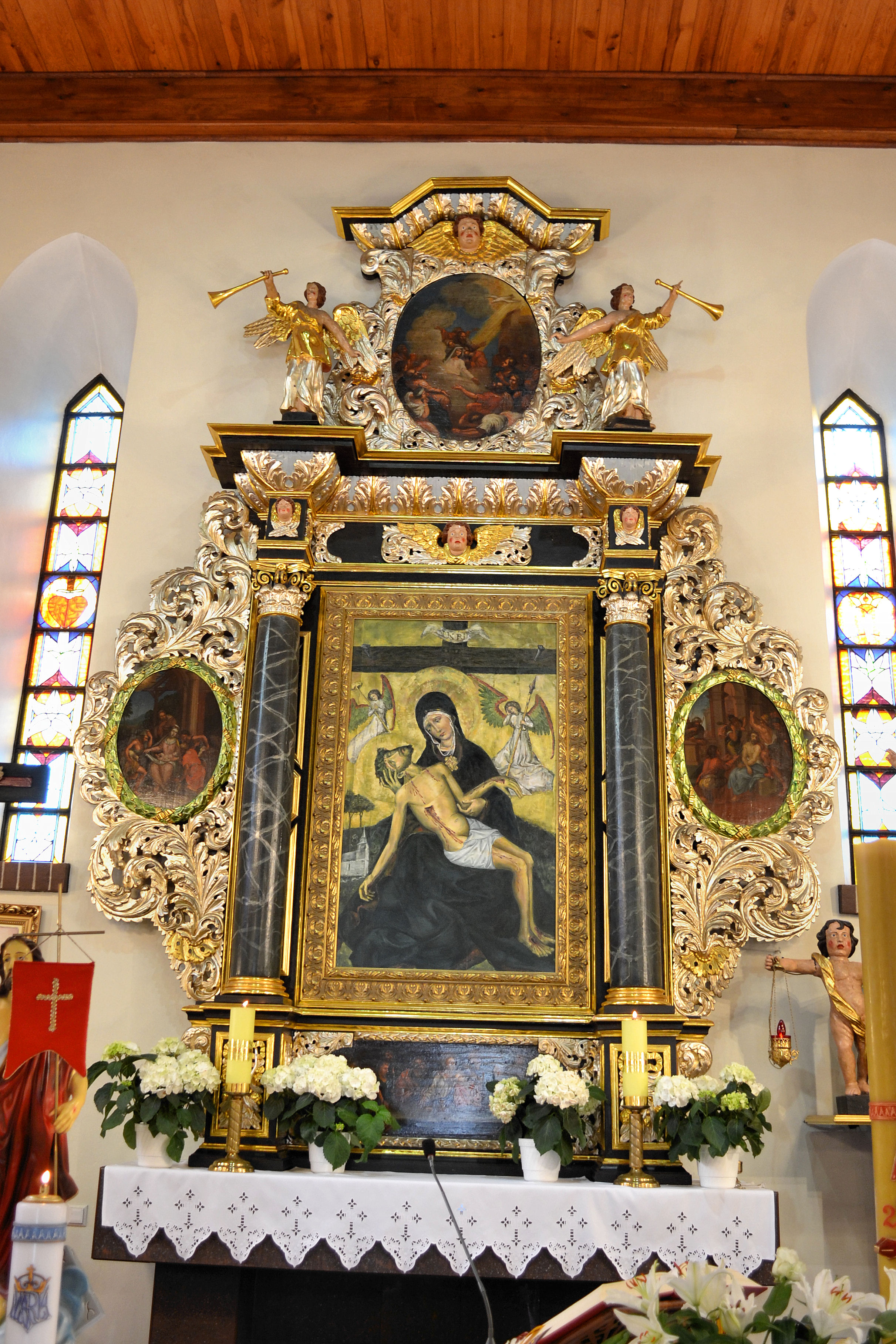
Ołtarz główny
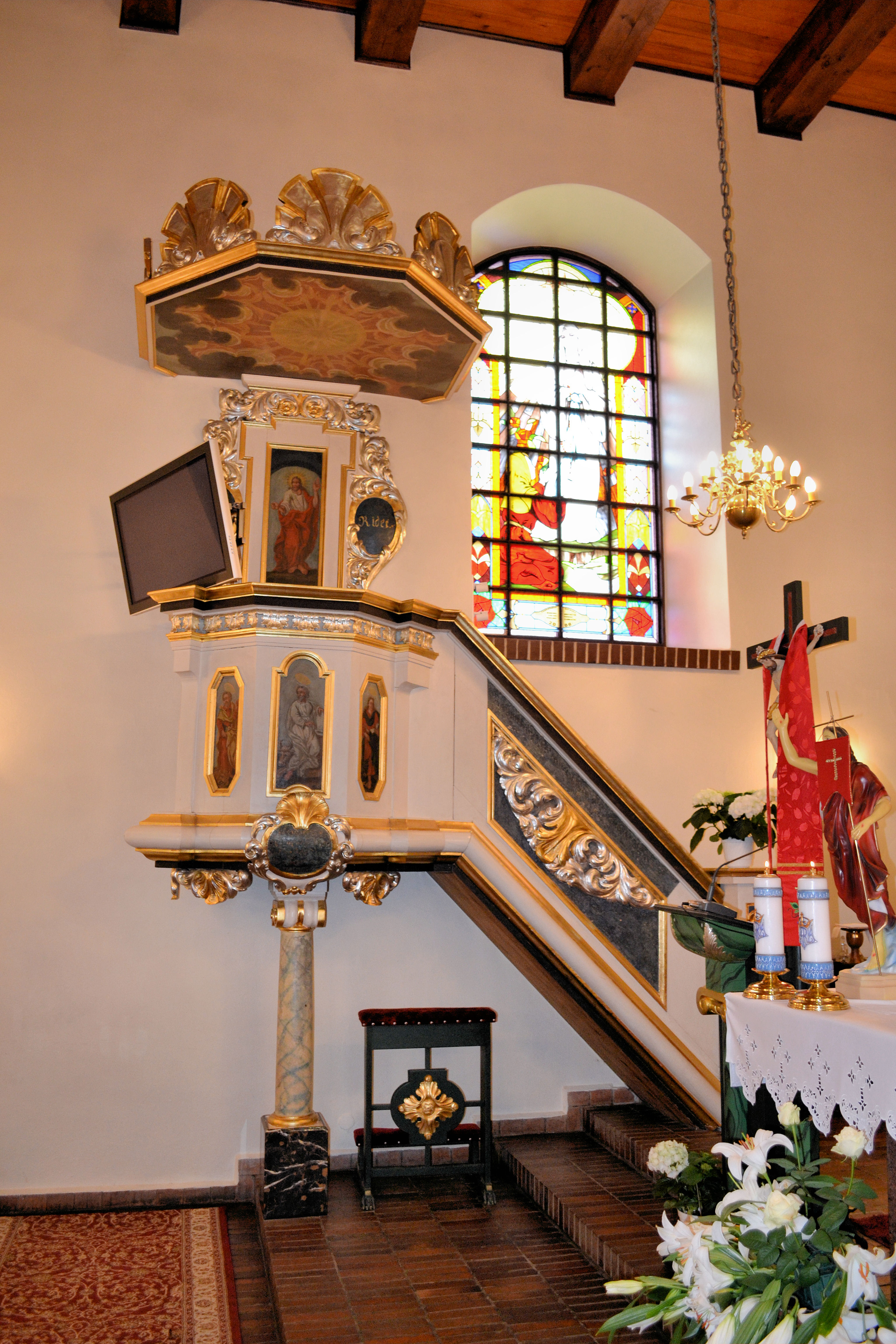
Ambona
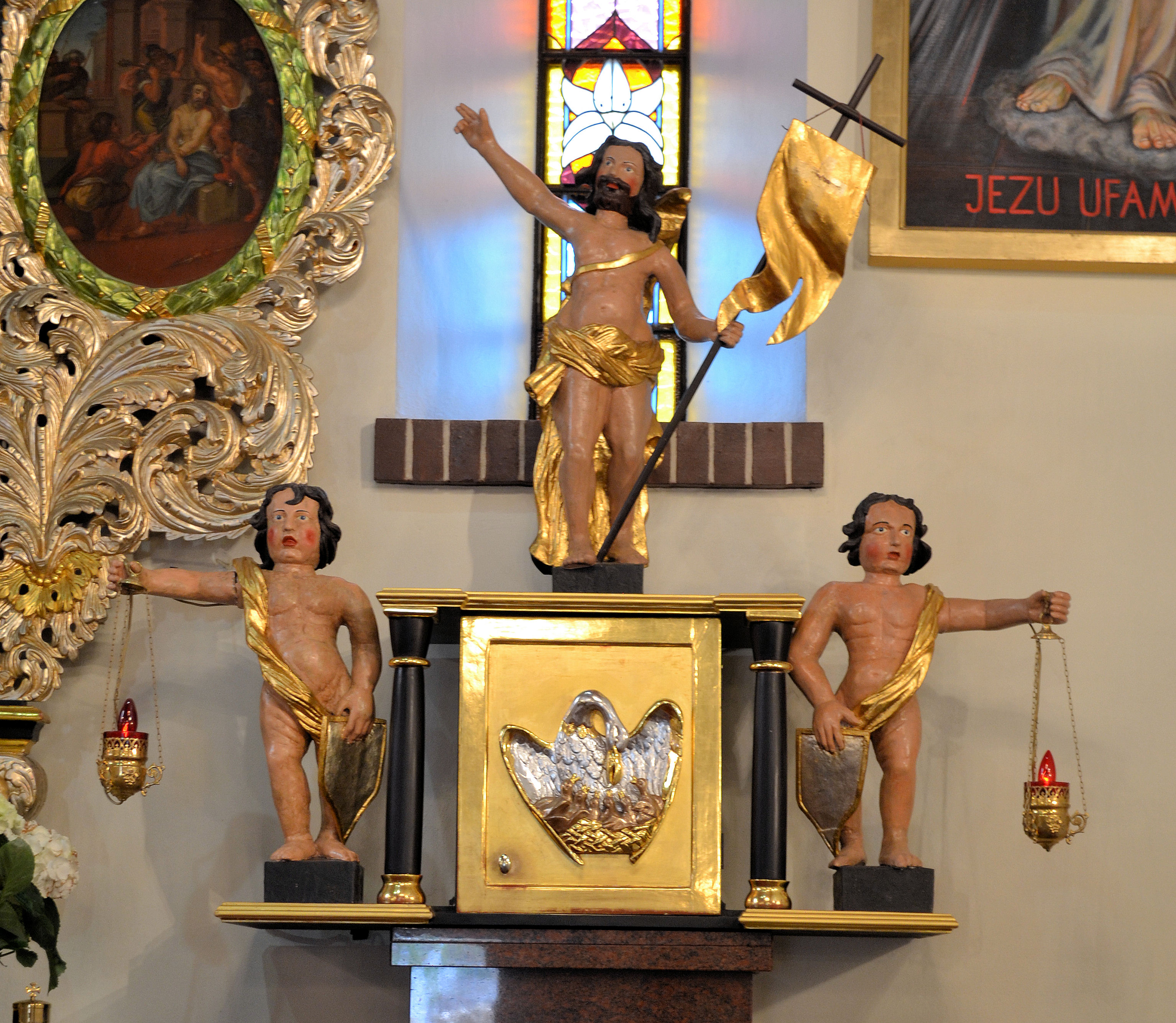
Tabernakulum
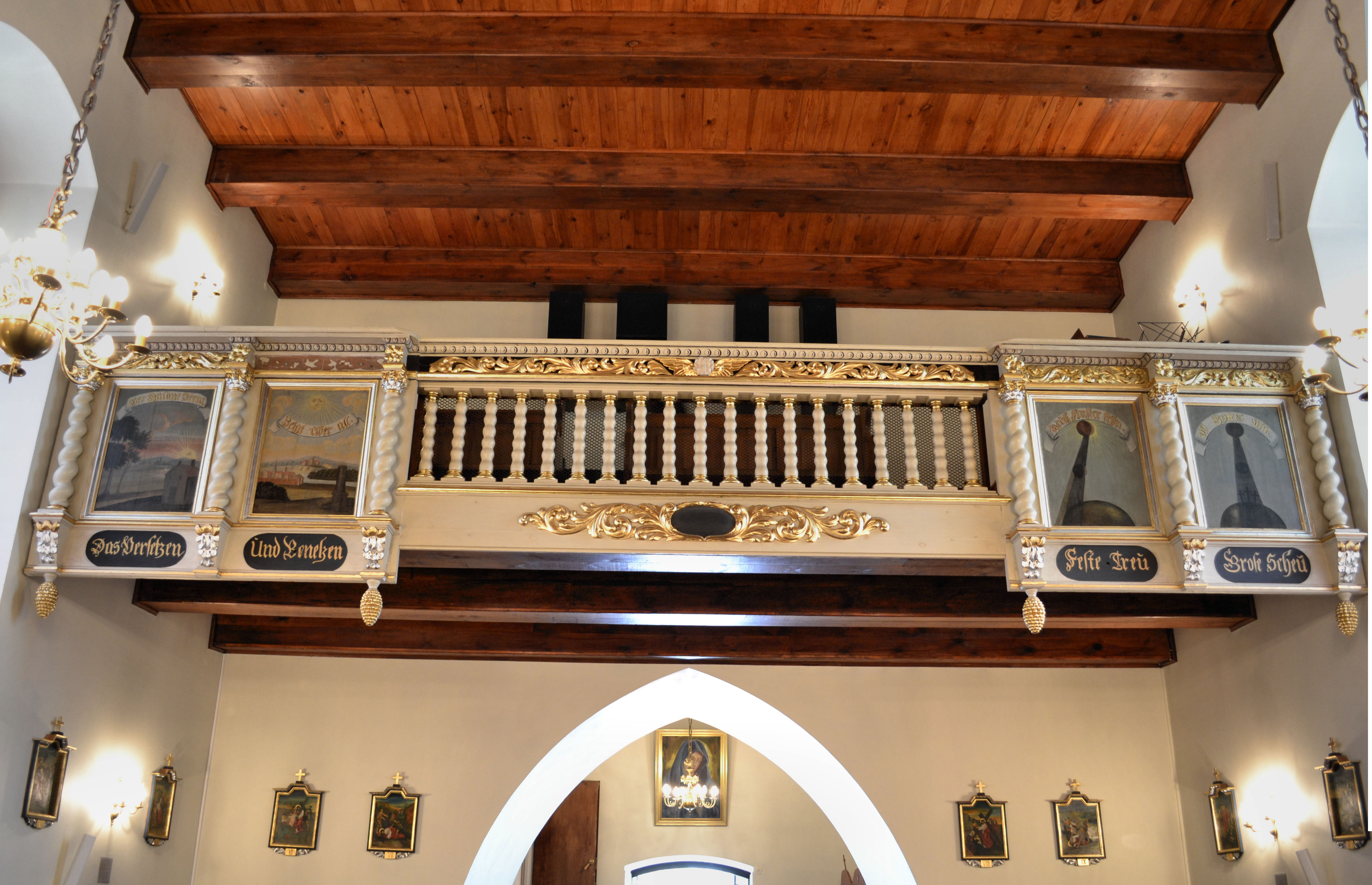
Empora organowa
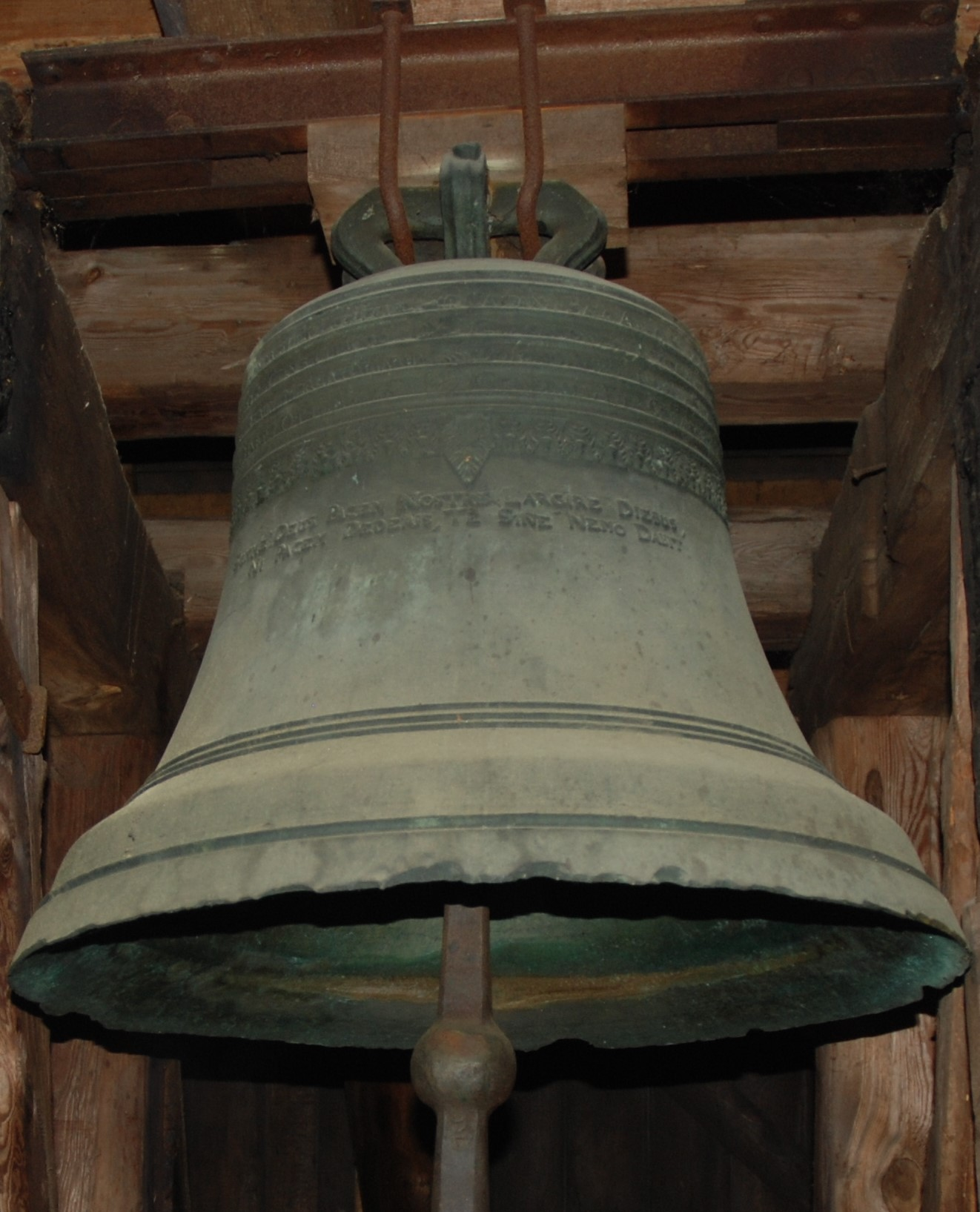
Dzwon